# Tora-Gefängnis
Das Tora-Gefängnis ist ein Gefängniskomplex im Süden der Stadt Kairo in Ägypten, der für Kriminelle und politische Gefangene bestimmt ist. Es ist bekannt für die Inhaftierung von politischen Gefangenen und Menschenrechtsaktivisten, insbesondere nach dem Arabischen Frühling und dem Putsch gegen Präsident Mohammed Mursi.

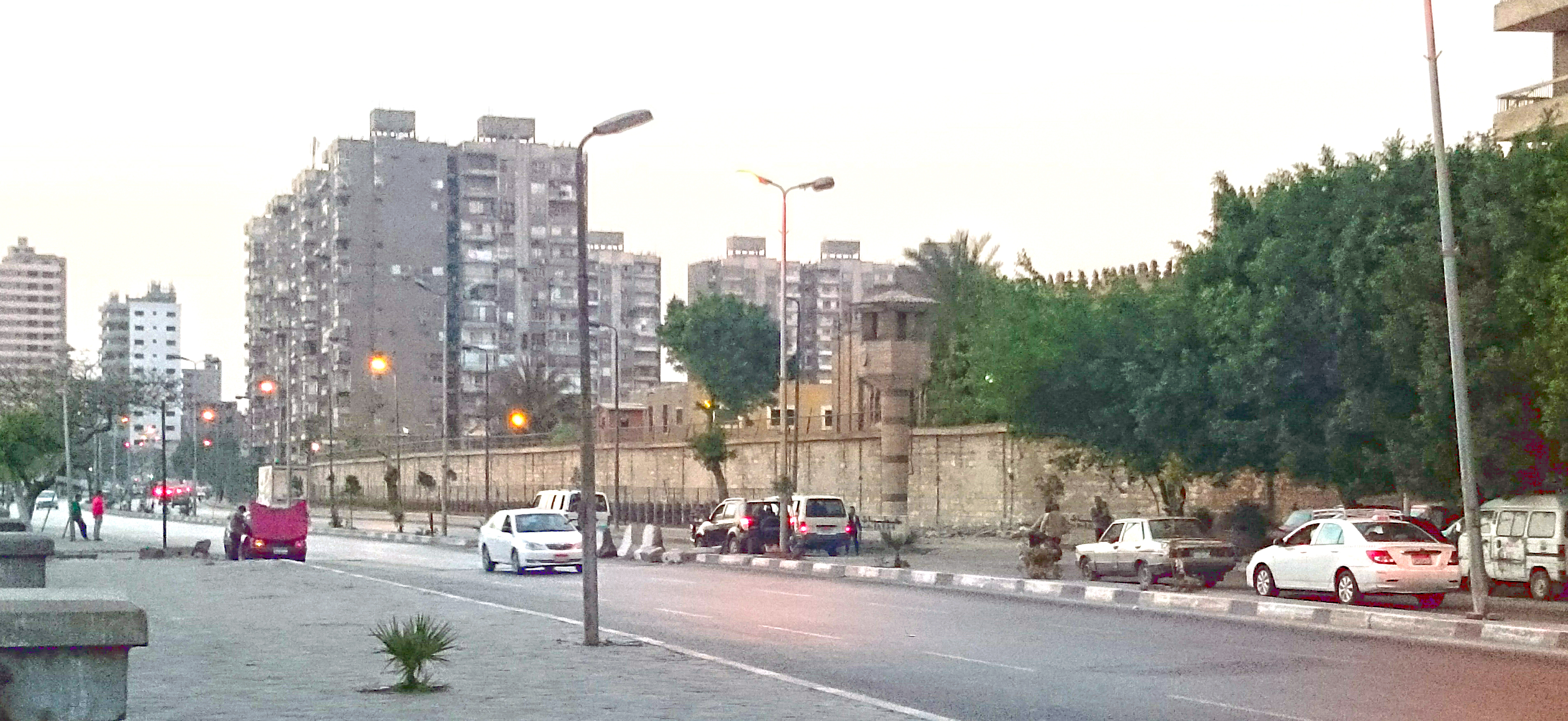
Tora-Gefängnis

## Einführung
Der Gefängniskomplex liegt in Tura südlich von Kairo und gilt als eines der sichersten Haftzentren in Ägypten.
Berühmt ist er vor allem für die vielen politischen Führer und Persönlichkeiten des öffentlichen Lebens, die dort Gefängnisstrafen verbüßten, wie etwa die ehemaligen ägyptischen Präsidenten Mohammed Mursi und Husni Mubarak (und seine Söhne). Darüber hinaus verbüßten die israelischen Staatsbürger Azzam Azzam und Ouda Tarabin dort wegen Spionage verurteilt eine lange Haftstrafe.
Der Komplex besteht aus mehreren Gefängnissen, zu denen auch das berühmt-berüchtigte Gefängnis Al-Aqrab (‚der Skorpion‘) zählt. Der Bau des ersten Gefängnisses erfolgte 1908 im Auftrag der Regierung von  Mustafa an-Nahhas. Für das Tora-Gefängnis ist eine lange Geschichte schwerer Menschenrechtsverletzungen dokumentiert. Das Gefängnis wird in den Berichten von Menschenrechtsaktivisten und anderen Beobachtern während der Regierung Husni Mubarak oft als außerordentliches Übergabezentrum der CIA erwähnt. Später unter dem Regime von Abd al-Fattah as-Sisi wurde es vom Muchabarat als Haft- und Folterstätte für Dissidenten genutzt.